# Петтельсдорф
Петтельсдорф (нім. Pöttelsdorf) — громада округу Маттерсбург у землі Бургенланд, Австрія.
Петтельсдорф лежить на висоті  205 м над рівнем моря і займає площу  7,9 км². Громада налічує 701 мешканців. 
Густота населення 89/км².  
|                                       |
| Петтельсдорф на мапі округу та землі. |

Бургомістом міста є Райнер Шубер  від Австрійської народної партії. Адреса управління громади:  7023 Pöttelsdorf. 

## Демографія
Історична динаміка населення міста за даними сайту Statistik Austria

## Галерея

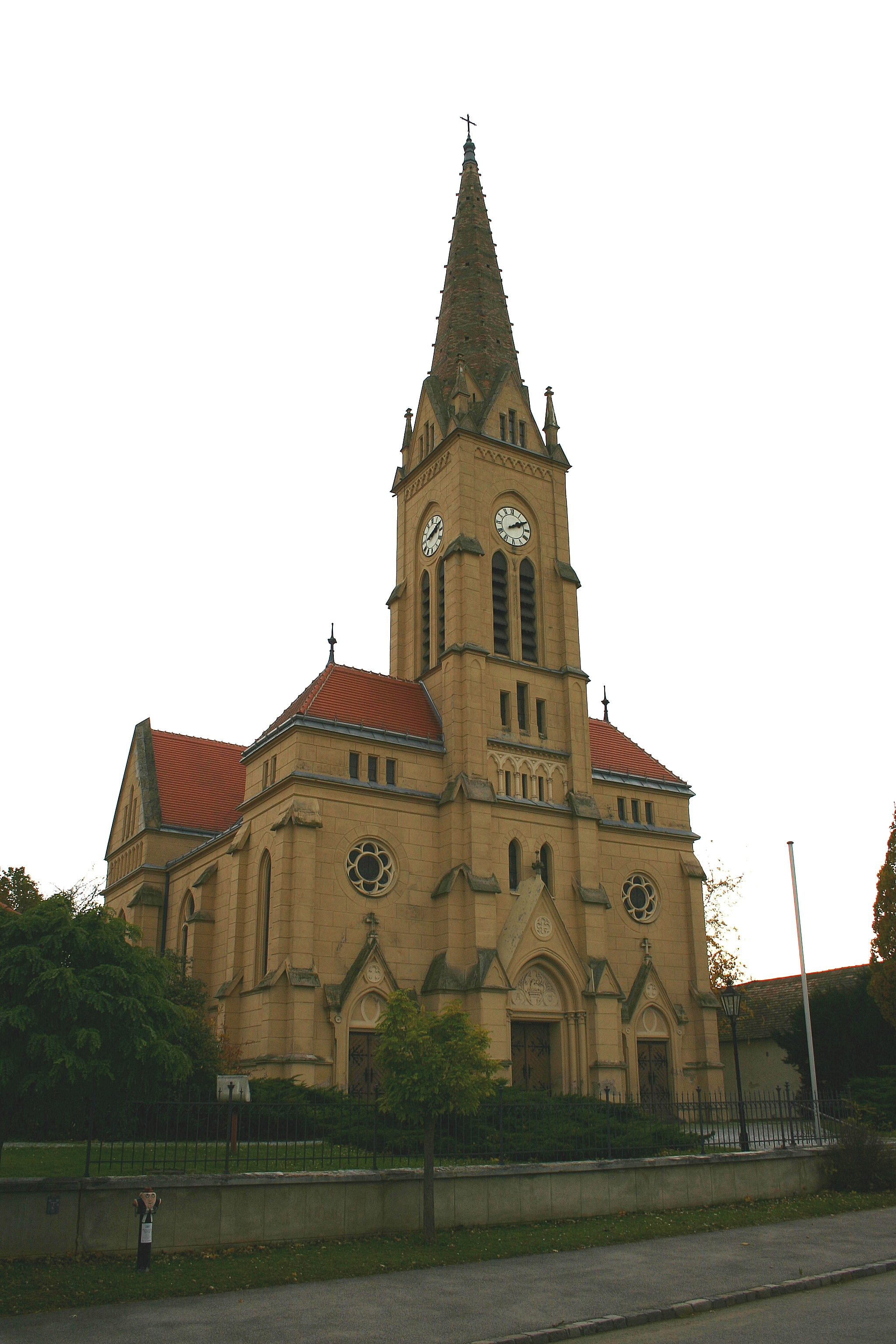
Євангелістська церква
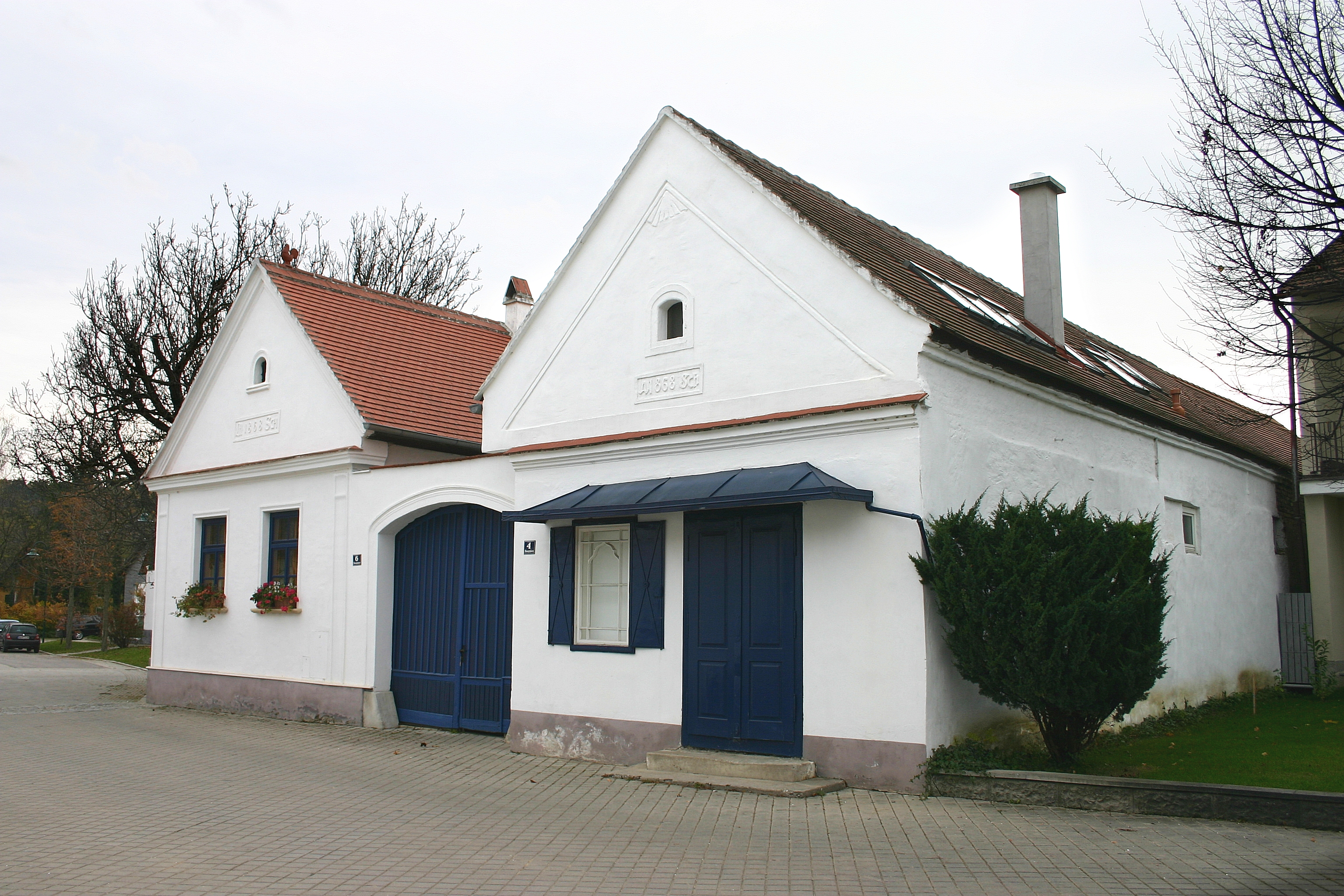

## Виноски
1. ↑  Dauersiedlungsraum der Gemeinden Politischen Bezirke und Bundesländer - Gebietsstand 1.1.2018 — Статистичне управління Австрії.
2. ↑   www.gemeindepoettelsdorf.at
3. ↑  Gemeindedaten von Pöttelsdorf

| Австрія | Це незавершена стаття з географії Австрії. Ви можете допомогти проєкту, виправивши або дописавши її. |